# 佐藤千尋
佐藤 千尋 （さとう ちひろ、1989年10月22日 - ）は、岩手県出身の元女子プロ野球選手。

## 来歴

### プロ入り前
金ケ崎町立第一小学校3年から第一スポーツ少年団でソフトボールを始める。金ケ崎中、一関一高時代は遊撃手として活躍、高2秋の新人戦では主将を務め優勝し、春の全国選抜に出場した。
北海道教育大学岩見沢校に進学。マネージャーとして野球部に入部するが、プレーへの思いが抑え切れず2年春に選手に転向。同大学初の女子プレーヤーとなる。2年秋には二部で初安打を記録、2季経験した一部での出番はなかったが、4年秋の二部最終戦では「9番二塁手」で先発フル出場した。
2011年の日本女子プロ野球機構第3回トライアウトに合格した。
大学在学中に中学と高校の体育教諭免許を取得。今後はプロ選手の活動と並行して通信教育で小学教諭の資格も目指す。
2011年12月23日、兵庫スイングスマイリーズへの入団が発表された。背番号は26。

### プロ入り後
2012年のシーズンは3月26日に京セラドーム大阪で行われた京都アストドリームスとの開幕戦の4回に代打としてプロ入り初出場。ショートゴロに倒れるも、その間にランナーが生還し、プロ初打点を記録した。
4月7日の大阪ブレイビーハニーズ戦では、「2番セカンド」で初めてスタメン出場した。
その後は、年間通してスタメンに定着。ルーキーながら、39試合に出場し、打率2割7分5厘、10盗塁とある程度の成績を残した。また、守備では7失策を記録するなど精彩を欠く場面も見受けられたものの、セカンドの他、ショート、サード、外野でも起用されるなど、ユーティリティぶりも発揮した。
2013年のシーズンはリーグ再編に伴い、大阪ブレイビーハニーズの継承球団であるノース・レイアに所属。45試合に出場し、打率.288、本塁打0の成績であった。
2015年に埼玉アストライアに移籍、2018年から同チームのキャプテンとして就任した。2019年シーズンより愛知ディオーネに移籍。
2019年11月1日、今季限りで女子プロ野球リーグを退団することが発表された。

### 指導者へ転身
2020年4月より教師へ転身して駒澤大学附属苫小牧高等学校に保健体育教員として赴任、併せて同校女子硬式野球部部長に就任した。

## 詳細情報

### 年度別打撃成績
| 年 度     | 球 団        | 試 合 | 打 席 | 打 数 | 得 点 | 安 打 | 二 塁 打 | 三 塁 打 | 本 塁 打 | 塁 打 | 打 点 | 盗 塁 | 盗 塁 死 | 犠 打 | 犠 飛 | 四 球 | 敬 遠 | 死 球 | 三 振 | 併 殺 打 | 打 率 | 出 塁 率 | 長 打 率 | O P S |
| --------- | ------------ | ----- | ----- | ----- | ----- | ----- | -------- | -------- | -------- | ----- | ----- | ----- | -------- | ----- | ----- | ----- | ----- | ----- | ----- | -------- | ----- | -------- | -------- | ----- |
| 2012      | スマイリーズ | 39    | 123   | 102   | 20    | 28    | 2        | 0        | 0        | 30    | 9     | 10    | 3        | 7     | 0     | 11    | -     | 3     | 8     | 0        | .275  | .362     | .294     | .656  |
| 2013      | レイア       | 45    | 164   | 139   | 20    | 40    | 5        | 5        | 0        | 55    | 8     | 9     | 0        | 9     | 0     | 15    | -     | 1     | 10    | 4        | .288  | .361     | .396     | .757  |
| 2014      | レイア       | 33    | 104   | 89    | 8     | 21    | 4        | 1        | 1        | 30    | 13    | 6     | 0        | 6     | 0     | 9     | -     | 0     | 10    | 0        | .236  | .306     | .337     | .643  |
| 2015      | アストライア | 38    | 88    | 73    | 13    | 25    | 2        | 0        | 0        | 27    | 8     | 9     | 2        | 6     | 0     | 9     | -     | 0     | 7     | 0        | .342  | .415     | .370     | .785  |
| 2016      | アストライア | 39    | 146   | 114   | 22    | 34    | 3        | 2        | 0        | 41    | 9     | 7     | 2        | 11    | 0     | 21    | -     | 0     | 10    | 2        | .298  | .407     | .360     | .767  |
| 2017      | アストライア | 47    | 191   | 169   | 32    | 49    | 8        | 4        | 0        | 65    | 18    | 13    | 3        | 4     | 1     | 15    | -     | 2     | 17    | 0        | .290  | .353     | .385     | .738  |
| 2018      | アストライア | 42    | 135   | 114   | 20    | 27    | 4        | 2        | 0        | 35    | 12    | 7     | 1        | 7     | 0     | 14    | -     | 0     | 8     | 1        | .237  | .320     | .307     | .627  |
| 2019      | ディオーネ   | 51    | 110   | 93    | 18    | 27    | 5        | 0        | 0        | 32    | 9     | 11    | 2        | 4     | 0     | 11    | -     | 2     | 12    | 1        | .280  | .377     | .344     | .721  |
| JWBL：8年 | JWBL：8年    | 334   | 1061  | 893   | 153   | 251   | 33       | 14       | 1        | 315   | 86    | 72    | 13       | 54    | 1     | 105   | -     | 8     | 82    | 8        | .281  | .361     | .353     | .714  |

- 2019年度シーズン終了時。
- 「-」は記録なし。
- 太字はリーグ1位。

### 背番号
- 26 (2012年 - 2014年・2019年)
- 6 (2015年 - 2018年)